# (25163) Williammcdonald
(25163) Williammcdonald est un astéroïde de la ceinture principale.

## Description
(25163) Williammcdonald est un astéroïde de la ceinture principale. Il fut découvert le 17 septembre 1998 à la station Anderson Mesa par LONEOS. Il présente une orbite caractérisée par un demi-grand axe de 3,17 UA, une excentricité de 0,03 et une inclinaison de 9,6° par rapport à l'écliptique.